# ベルヴェデーレ・カレッジ
ベルヴェデーレ・カレッジ（Belvedere College S.J.）は、アイルランドの首都ダブリンにあるイエズス会経営の中等教育学校。全寮制の男子校で生徒数は850人。かつてと異なり現在ではほとんどの教員が修道者ではないが、一部の授業はいまだに司祭、修道士が担当している。1841年に創建された。
学校の施設は25mプール(アイルランドでは珍しい)、体育館、最新式の科学設備、劇場などからなる。授業料は生徒一人当たり年間5000ユーロほどであるが、奨学金が整備されている。
学校生活にはイエズス会の精神が深く影響している。生徒はダブリン市民のルルドへの巡礼を手助けし、インドのカルカッタへの交換留学制度もある。カルカッタでは孤児やストリート・チルドレンの援助事業などをおこなう。毎年夏には学校付近にあるテンプル・ストリート子供病院への寄付を呼びかけるためにダブリンからゴールウェイへの喜捨の旅が行われる。クリスマス前にはダブリンの通りで寝起きし、ホームレスへの寄付を呼びかけている。
学校のモットーはPer Vias Rectas まっすぐに行け、および他者の為にである。
全履修期間は6年間である:
- 修辞法 (6年目)
- 詩文  (5年目)
- 構文 (2〜4年目)
- 文法 (1年目)

ジェームズ・ジョイスの自伝的小説若き芸術家の肖像はベルヴェデーレ・カレッジにおける彼の生活を題材としている。作中に登場する英語教師はジョイス自身の教官であったジョージ・デンプシーがモデルである。

## 卒業生
- ジェームズ・ジョイス
- ギャレット・フィッツジェラレド
- オースティン・クラーク (詩人)
- カハル・ブルハ
- ケヴィン・バリー
- トニー・オレイリー
- オリー・キャンベル
- シアン・オコナー
- ジョン・ボウマン
- ハリー・クラーク
- ブライアン・レニハン
- デニス・デヴリン
- ウィリアム・フェイ
- デズモンド・コネル枢機卿
- イアン・デンプシー
- ジョゼフ・プランケット
- JJ72
- オーエン・パティソン
- デクラン・モラン